# Peter Popoff
Peter George Popoff (Berlino, 2 luglio 1946) è un predicatore e personaggio televisivo tedesco naturalizzato statunitense.
Popoff divenne famoso negli anni Ottanta come televangelista e guaritore, trasmettendo a livello nazionale spettacoli in cui si rivolgeva a varie persone presenti nel pubblico, asserendo di essere in grado tramite la chiaroveggenza garantitagli direttamente da Dio di elencare miracolosamente le loro informazioni personali (nome, occupazione, malattie e così via) e di poterle guarire "scacciando il demonio che viveva in loro".
Tuttavia, nel 1986 l'illusionista e divulgatore scientifico James Randi dimostrò come in realtà Popoff non avesse alcun potere chiaroveggente, in quanto i dati delle persone con cui interagiva durante gli spettacoli gli venivano segretamente comunicati dalla moglie Elizabeth tramite un auricolare. Smascherato, Popoff andò incontro ad un calo di consenso e del numero di donazioni, tanto che l'anno successivo dovette dichiarare bancarotta.
Popoff tornò alla ribalta alla fine degli anni Novanta, riprendendo le proprie trasmissioni sulla rete Black Entertainment Television, e iniziando a vendere oggetti garantiti come "miracolosi" in cambio di donazioni.

## Biografia
Popoff nacque a Berlino Est nel 1946; emigrato ancora bambino negli Stati Uniti d'America, studiò successivamente al Chaffey College di Rancho Cucamonga (California) e si laureò alla UCSB nel 1970.

### Attività come predicatore
Sin da giovane iniziò a seguire il padre, predicatore evangelico, durante i suoi raduni in varie parti degli Stati Uniti. Nel 1960 avviò egli stesso la propria attività come predicatore, venendo definito un "ragazzo prodigio" in grado di prevedere il futuro e curare gli ammalati. Sposatosi nell'agosto 1971 con Elizabeth, si trasferì a Upland in California.
Popoff iniziò a trasmettere i propri sermoni in televisione, raggiungendo nei primi anni Ottanta la diffusione nazionale. Al centro delle sue prediche vi erano presunte guarigioni di persone da malattie croniche e/o incurabili, che venivano invitate a "liberarsi dal diavolo" gettando sul palco i farmaci che impiegavano abitualmente. Altre volte, Popoff ordinava a persone sedute sulla seria a rotelle di "alzarsi e liberarsi", e queste miracolosamente si alzavano tra i tripudi del pubblico: tuttavia, venne acclarato successivamente che tali persone erano perfettamente deambulanti, e venivano fatti sedere sulle sedie a rotelle dagli assistenti di Popoff prima dell'inizio delle trasmissioni.
Nel 1985, Popoff iniziò a raccogliere fondi sostenendo di voler spedire copie della Bibbia ai cittadini dell'Unione Sovietica, legandole a palloncini gonfiati con elio e liberandoli in aria. Quando svariate persone richiesero le prove che i soldi fossero effettivamente stati spesi per l'acquisto dei libri e la loro spedizione, Popoff inscenò un furto con scasso presso la sede della propria società, e si presentò pubblicamente in lacrime chiedendo ulteriori donazioni per poter riparare il danno.

### L'indagine di James Randi
Tra i vari poteri che Popoff sosteneva aver ricevuto direttamente da Dio vi era anche la chiaroveggenza: spesso, durante i suoi sermoni, il predicatore si rivolgeva ad alcuni membri del pubblico dicendo di sapere tutto di loro pur non conoscendoli, chiamandoli direttamente per nome ed elencando alcuni dati personali come indirizzo di residenza e malattie di cui soffrivano.
Nel 1986 il Committee for Skeptical Inquiry sostenne pubblicamente che il predicatore si avvalesse di trasmissioni elettroniche durante tali sermoni per simulare una effettiva chiaroveggenza: Popoff negò, sostenendo che le informazioni che elencava gli arrivassero per via divina e che i vari volantini che alcuni gruppi di scettici avevano iniziato a distribuire per spiegare razionalmente i suoi presunti poteri fossero solo "strumenti del Diavolo".
Dietro richiesta dell'illusionista e divulgatore scientifico James Randi e del suo socio Steven Shaw (anch'egli illusionista, noto con il nome di Banachek), l'investigatore ed esperto di elettronica Alexander Jason si recò personalmente ad uno dei sermoni di Popoff. Utilizzando un ricevitore scanner, Jason si rese conto che il predicatore riceveva tramite auricolare radio le varie informazioni dalla moglie Elizabeth e da altri suoi collaboratori, che leggevano alcuni moduli fatti compilare ai membri del pubblico prima del sermone; Popoff quindi ripeteva tali informazioni davanti al pubblico, che rimaneva sbalordito dall'apparente prodigio. Jason riuscì a registrare diverse comunicazioni tra Popoff e lo staff, le quali vennero successivamente rese pubbliche.
Randi già nel 1984 aveva fatto partecipare un proprio collaboratore, dopo averlo travestito da donna, ad un sermone di Popoff, il quale lo "guarì" dal tumore all'utero che quello aveva sostenuto avere.
Nel maggio del 1986, Randi partecipò ad una puntata del The Tonight Show presentato da Johnny Carson, presentando uno dei video raccolti da Jason. Inizialmente Popoff negò le accuse di Randi, accusando la NBC di aver ingaggiato un'attrice per creare ad arte l'audio attribuito alla moglie, salvo poi sostenere che l'impiego di comunicazioni radio tra lui e la moglie fosse saltuario e che comunque tutti ne fossero a conoscenza.
A seguito della pubblicazione dell'inchiesta di Randi, le donazioni a Popoff calarono sensibilmente, tanto che nel settembre del 1987 dovette dichiarare bancarotta, avendo accumulato con 790 creditori circa un milione di dollari di debiti tramite la sua società, e mezzo milione di dollari di debiti a titolo personale. L'avvocato di Popoff sostenne che tali debiti fossero maggiormente legati ad una mala gestione dei capitali, più che al tracollo dei consensi a seguito delle rivelazioni di Randi.

### La rinascita
Nel 1998 un'inchiesta del The Washington Post suggerì che Popoff fosse tornato in attività, focalizzandosi sulla ricerca di consensi tra il pubblico afroamericano e comprando allo scopo spazio tra il palinsesto della rete Black Entertainment Television per i suoi sermoni.
A metà degli anni Duemila le trasmissioni di Popoff avevano ripreso la precedente formula delle "guarigioni miracolose" e delle richieste di donazioni. Il predicatore iniziò inoltre a commercializzare negli Stati Uniti e in vari paesi anglofoni (Canada, Regno Unito, Australia e Nuova Zelanda) la Miracle Spring Water ("Acqua di Fonte Miracolosa"), un presunto liquido miracoloso in grado di garantire al possessore guarigione dalle malattie, fortuna e benessere economico. L'acqua viene spedita a casa di chiunque ne faccia richiesta, contenuta all'interno di un involucro di plastica: tuttavia, affinché possa espletare il suo effetto, l'acqua va "attivata" tramite una donazione di 27 dollari. Altri prodotti "miracolosi" venduti da Popoff (che si definisce un profeta) in cambio di donazioni sono le “Miracle Manna Cakes” ("Torte Miracolose alla Manna"), i “Golden Miracle Angel Coins” ("Gettoni Dorati degli Angeli Miracolosi") e  “Secret Healing Touch Envelope”.

## Nella cultura di massa
L'impiego a scopo di truffa degli auricolari da parte di Popoff ispirò alcune scene nel film del 1989 Fletch - Cronista d'assalto, in quello del 1993 Vendesi miracolo e nel film del 2012 Red Lights.